# Ornithogalum abyssinicum
Ornithogalum abyssinicum är en sparrisväxtart som beskrevs av Johann Baptist Georg Wolfgang Fresenius. Ornithogalum abyssinicum ingår i släktet stjärnlökar, och familjen sparrisväxter.
Artens utbredningsområde är Etiopien. Inga underarter finns listade i Catalogue of Life.